# Stenoptilia juniper
Stenoptilia juniper is een vlinder uit de familie van de vedermotten (Pterophoridae). De wetenschappelijke naam van de soort is voor het eerst geldig gepubliceerd in 2014 door Vasily N. Kovtunovich & Petr Ya. Ustjuzhanin.

## Type
- holotype: "male. 21–22.12.2010, leg. Kovtunovich V. & Ustjuzhanin P. BMNH 22942"
- instituut: BMNH, Londen, Engeland
- typelocatie: "Malawi, Rumphi District, Nyika National Park, Juniper Forest, S 10°45' E 33°54', 2215 m"